# Secret Admirer
Secret Admirer is een Amerikaanse romantische komedie uit 1985, geschreven en geregisseerd door David Greenwalt die daarmee zijn regiedebuut maakte voor speelfilms. De hoofdrollen worden vertolkt door C. Thomas Howell, Lori Loughlin, Kelly Preston, Fred Ward, Dee Wallace Stone, Cliff DeYoung en Leigh Taylor-Young.

## Verhaal
Toni is stiekem verliefd op haar beste vriend Michael, terwijl hij verliefd is op Deborah, het populairste meisje van de middelbare school. Via een anonieme brief besluit Toni haar liefde voor hem te verklaren. Michael ontvangt het en is ervan overtuigd dat het van Deborah komt en besluit haar te antwoorden terwijl hij Toni vraagt om matchmaker te spelen. Ze accepteert en gaat zelfs zo ver dat ze in het geheim brieven herschrijft die ze te ouderwets vindt. Terwijl Deborah en Michael elkaar ontmoeten, valt een van de vlammende brieven in de handen van Lou, Deborahs vader. Buiten zichzelf denkt hij meteen dat zijn vrouw Elizabeth een minnaar heeft en dat deze niemand minder is dan George, de vader van Michael. Er ontstaat dan onenigheid tussen de twee families.

## Rolverdeling
| Acteur             | Personage          |
| ------------------ | ------------------ |
| C. Thomas Howell   | Michael Ryan       |
| Kelly Preston      | Deborah Ann Fimple |
| Lori Loughlin      | Toni Williams      |
| Fred Ward          | Lt. Lou Fimple     |
| Dee Wallace Stone  | Connie Ryan        |
| Cliff DeYoung      | George Ryan        |
| Leigh Taylor-Young | Elizabeth Fimple   |
| Casey Siemaszko    | Roger Despard      |
| Corey Haim         | Jeff Ryan          |
| Courtney Gains     | Doug               |
| Janet Carroll      | Toni's moeder      |
| Scott McGinnis     | Steve Powers       |

## Release en ontvangst
De film ging in première op 14 juni 1985 in de Amerikaanse bioscoop. Op Rotten Tomatoes heeft Secret Admirer een waarde van 30% en een gemiddelde score van 4,80/10, gebaseerd op 10 recensies. Op Metacritic heeft de film een gemiddelde score van 46/100, gebaseerd op 9 recensies.

## Controversieel plagiaat vanVasos de papel
In 2016 kwam de onafhankelijke Puerto Ricaanse film Vasos de papel (letterlijke vertaling: Papieren bekertjes) onder vuur te liggen nadat werd ontdekt dat de film, geproduceerd en geregisseerd door Eduardo "Tranfor" Ortiz, een exacte kopie was van Secret Admirer, maar in het Spaans gefilmd met lokale Puerto Ricaanse acteurs. Rico en de locaties. De film was minder dan een week in de bioscoop te zien toen er geruchten kwamen over overeenkomsten tussen de twee films. Kort nadat de film snel en breed werd bekritiseerd vanwege mogelijk plagiaat, zei Ortiz, die eerder had beweerd dat hij de film zelf had geschreven, dat er "bepaalde overeenkomsten tussen de ene film en de andere en geen plagiaat. Alles is een kwestie van interpretatie." Dit leidde later tot het besluit van de regisseur om de film van het wetsvoorstel te verwijderen, terwijl hij elke dreiging van een rechtszaak van de oorspronkelijke schrijvers van Secret Admirer ontkende.

## Ontvangst
Recensent van De Telegraaf schreef: "Dat [de] film, ondanks de leeghoofdige hoofdpersonen, toch iets aardigs heeft is voornamelijk te danken aan de talentvolle jonge acteurs, die er toch nog in slagen hun personages vlees en bloed te geven. C. Thomas Howell is sympathiek als eendoorsnee jongeman die een gepassioneerde liefdesbrief ontvangt." Criticus van het NRC Handelsblad noemde de film daarentegen een "weinig opwindende tienerklucht met opmerkelijke momenten".